# Ljubezen na odoru (film)
Ljubezen na odoru je slovenski romantično dramski film iz leta 1973 v režiji in po scenariju Vojka Duletiča, posnet po istoimenski noveli Prežihovega Voranca. Ženska je ujeta v zakon s priletnim možem in kopico otrok, dokler se ne zaljubi v drvarja.

## Igralci
- Metka Franko kot Radmanca
- Iztok Jereb kot Voruh
- Aleksander Valič kot Radman
- Manica Krivic kot otrok
- Rok Krivic kot otrok
- Tomaž Slapnik kot otrok
- Štefan Vršnik kot otrok
- Jože Vunšek kot prodajalec
- Jani Golob
- Andrej Gradišek
- Berta Krivec
- Tonček Prelesnik